# Götz von Berlichingen (Goethe)
Götz von Berlichingen mit der eisernen Hand (Götz von Berlichingen se železnou rukou) je tragédie o pěti jednáních německého básníka a dramatika Johanna Wolfganga Goetha (první verze hry vznikla roku 1771, druhá roku 1773, premiéra se konala roku 1784 v Berlíně). Jako první z Goetheho dramat se hra dočkala širokého úspěchu v celém Německu a je považována za jedno ze základních děl německého preromantismu nazývaného Sturm und Drang (Bouře a vzdor).
Pojednáním o národních hrdinech místo klasických antických témat navázal Goethe na hry Williama Shakespeara, ve kterém viděl také alternativu k pravidly svázanému klasicistnímu dramatu. Záměrně ve hře porušoval nastavená pravidla pro drama, zejména zásadu tří jednot a děj hry vystavěl jako volný sled více než padesáti scén.
Hlavním hrdinou tragéde je švábský loupeživý rytíř ze 16. století Götz von Berlichingen (1480-1562). Ten po sobě zanechal autobiografii vydanou roku 1731, kterou se Goethe inspiroval k napsání hry. Přezdívku „se železnou rukou" získal Götz proto, že v bojích přišel o ruku, kterou nahradil železnou protézou. Goethe Götze vykreslil v idealizované podobě jako spravedlivého a ctnostného muže, který neváhá bránit svobodu nejen vlastní, ale i ostatních. Je to muž, který nedělá mezi lidmi rozdíly a pomůže komukoli, komu se stala křivda, pokud se to shoduje s jeho rytířskými zásadami.

## Obsah hry

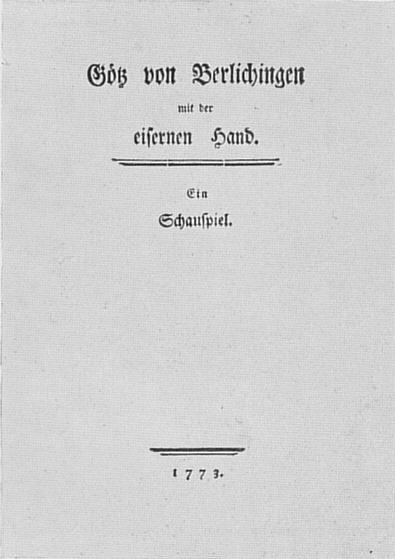
Titulní list vydání hry z roku 1773

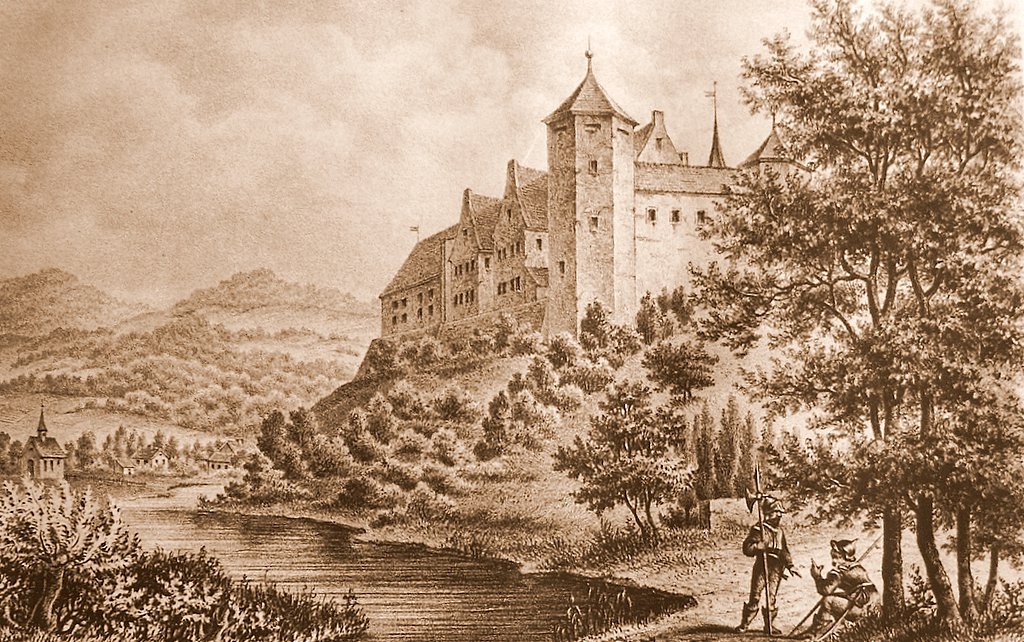
Hrad Jagsthausen

Götz von Berlichingen je dlouhý čas ve sporu s bamberským biskupem, protože chce žít vlastním, svobodným životem nesvazovaným starými pravidly. Když se dozví, že biskupovi žoldnéři zajali jednoho z jeho lidí, unese na svůj hrad Jagsthausen jako rukojmího svého bývalého přítele z mládí Adelberta von Weislingena, který se během doby hodně změnil a dal se do biskupových služeb.

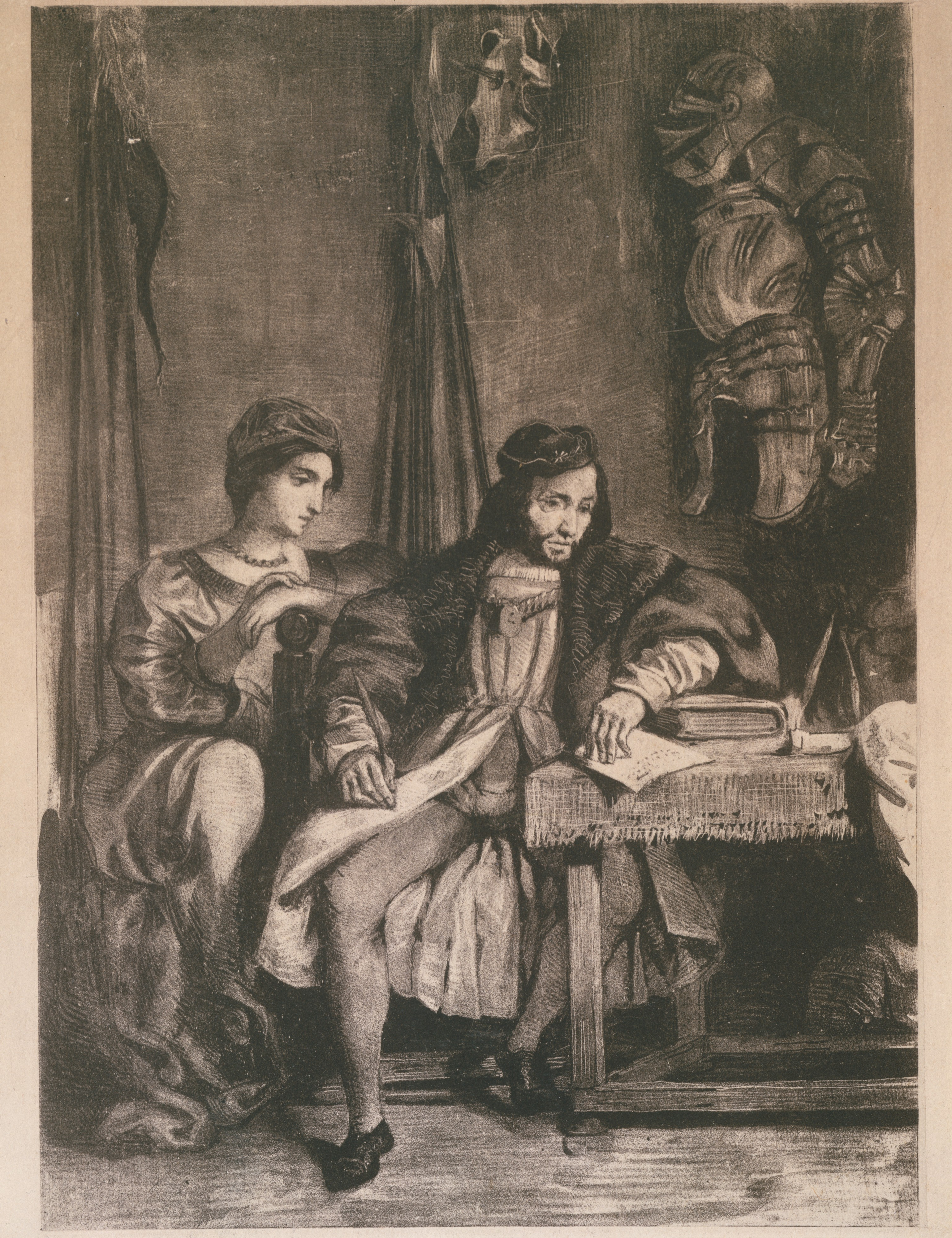
Scéna ze hry, litografie Eugèna Delacroixe

Na hradě se ale Weislingen zamiluje do Götzovy sestry Marie, usmíří se s Götzem a s Marií se zasnoubí. Po návratu do Bamberku však podlehne půvabům intrikánky Adelheid, kterou mu představil biskup. Zapomene na své sliby, Aldeheid si vezme za ženu a stane se Götzovým úhlavním nepřítelem. Pomluví Götze u císaře, který na něho uvalí říšskou klatbu a pošle proti němu trestnou výpravu. Götz padá zradou do rukou císařských vojáků a je předveden do Heilbronnu na radnici. Osvobodí jej se svými vojáky jeden z jeho věrných druhů Franz von Sickigen, který se mezitím oženil s Marií.
Götz se uchýlí do ústraní na svůj hrad. ale když propukne selské povstání, vyslyší prosby sedláků a stane se jejich vůdcem. Stává se však svědkem nekončících selských násilnosti a krutostí a proto opustí jejich ležení. Ukryje se v cikánském táboře, ale nakonec je zajat říšským vojskem, vyslaným selské povstání potlačit, a následně je uvězněn.
Adelheid je z Weislingena unavena, usiluje o přízeň císaře a roste v ní zášť proti manželovi. Využije bezmezné náklonnosti svého milence a Weislingenova panoše Franze k tomu, že Weislingena otráví jedem, který mu dala. Franz pak ze zoufalství z toho, co provedl, spáchá sebevraždu. Aldeheid je odsouzena k smrti za cizoložství a vraždu.
Götz je uvězněn v Heilbronnu, kde za přítomnosti své ženy a sestry nakonec umírá. Jeho poslední slova jsou: Svoboda! Svoboda!

## Filmové adaptace
- Götz von Berlichingen zubenannt mit der eisernen Hand (1925), německý němý film, režie Hubert Moest.
- Götz von Berlichingen (1955), rakouský film, režie Alfred Stöger.
- Götz von Berlichingen (1967). německý televizní film, režie Gert Westphal.
- Götz von Berlichingen mit der eisernen Hand (1979), německý film, režie Wolfgang Liebeneiner.

## České překlady
- Götz z Berlichingu, přeložil Josef Jiří Kolár, premiéra ve Stavovském divadle v Praze roku 1856.
- Götz z Berliching, v knize Dramata prosou z mládí, Praha: František Borový 1927, přeložil František Kubka.

## Götzův citát

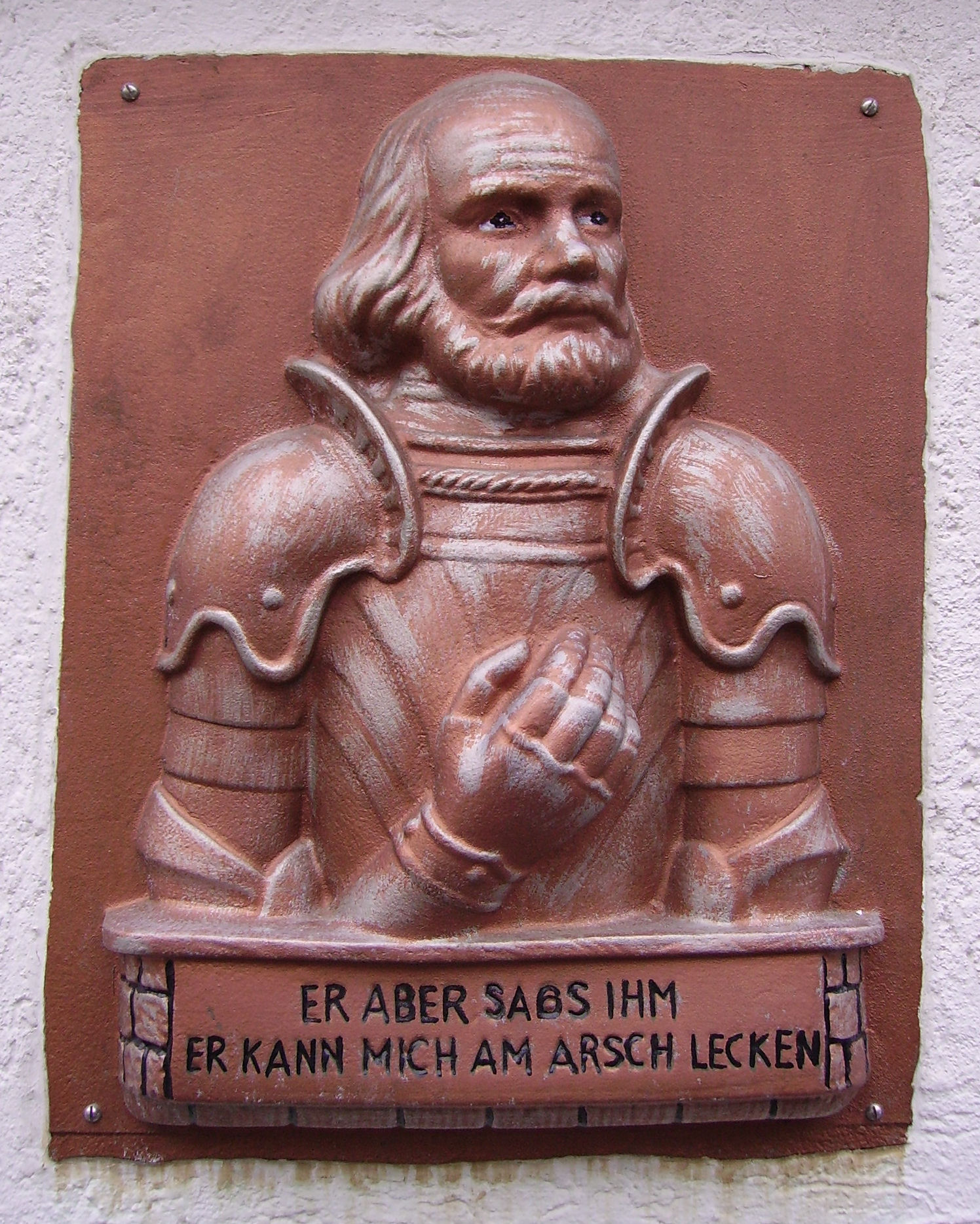
Götz von Berlichingen vyobrazený se svým citátem, Weisenheim am Sand

Z této divadelní hry i pochází známý tzv. Götzův citát (v originále Götzzitat) označovaný eufemisticky také jako Švábský pozdrav (v originále Schwäbischer Gruß). Ve třetím jednání je Berlichingen obléhán císařským vojskem na svém zámku a je vyzván, aby se vzdal. V té chvíli zazní citát, který se ovšem týká hejtmana vojska, nikoliv císaře:
| „ | (v originále) „Mich ergeben! Auf Gnad und Ungnad! Mit wem redet Ihr! Bin ich ein Räuber! Sag deinem Hauptmann: Vor Ihro Kaiserliche Majestät hab ich, wie immer, schuldigen Respekt. Er aber, sag's ihm, er kann mich im Arsche lecken!“ | “ |

| „ | (v překladu) „Vydat se! Na milost a nemilost! S kým si myslíte že mluvíte! Copak jsem zloděj! Vyřiď svému hejtmanovi: Před Jeho Císařským Veličenstvem mám, jako vždy, uctivý respekt. Ale on, řekni mu, mi může vylízat prdel!“ | “ |

Tento citát je mezi Němci velice známý, neboť z něj pochází spojení „am Arsch lecken“ (lízat prdel), avšak v originále dokonce ve formě, která je v dnešním jazyce poněkud obhroublejší (lízat v prdeli). Text byl však plně uveden pouze v prvních vydáních hry, potom byl zkracován na „er kann mich - - -".
V českém překladu Františka Kubky je vulgární výraz rovněž nahrazen třemi pomlčkami:
| „ | „Já se vzdát! Na milost a nemilost! S kým mluvíte? Což já jsem nějaký lupič? Řekni svému hejtmanovi: Před Jeho Císařským Veličenstvem mám, jako vždy, povinnou úctu. Ale on, řekni mu to, může mi – – – “. | “ |